# Ghat Gaun
Ghat Gaun (en népalais : घाटगाउँ) est un comité de développement villageois du Népal situé dans le district de Surkhet.

## Démographie
Au recensement de 2011, il comptait 5 004 habitants.
En 2015, le nombre était de 3 799 habitants.